# Майкл Ґлісон (веслувальник)
Майкл Ґлісон (англ. Michael Gleason, 16 листопада 1876 — 11 січня 1923) — американський академічний веслувальник.
Олімпійський чемпіон 1904 року в складі вісімки.